# Karl-Heinz Schriefers
Karl-Heinz Schriefers (* 18. Dezember 1926 in Schiefbahn; † 17. Juni 2018) war ein deutscher Chirurg und ärztlicher Standespolitiker.

## Leben und Wirken
Geboren in Schiefbahn (Niederrhein), studierte Karl-Heinz Schriefers nach Schulbesuch – unterbrochen durch die Teilnahme am Zweiten Weltkrieg 1943 bis 1945 – und Abitur (1946) Medizin an den Universitäten Mainz und Bonn. 1953 absolvierte er Staatsexamen und Promotion zum Dr. med. mit einer Arbeit zum Thema „Funktionelle Störungen nach partieller und totaler Magenresektion“. Ab 1953 arbeitete er an verschiedenen Universitätsinstituten und -kliniken und begann seine chirurgische Weiterbildung. Von 1956 bis 1965 war er an der Chirurgischen Universitätsklinik Bonn unter Leitung von Alfred Gütgemann tätig, seit 1965 als Oberarzt. 1960 erhielt Karl-Heinz Schriefers die Anerkennung als Facharzt für Chirurgie, 1981 auch für das Teilgebiet Unfallchirurgie. 1964 habilitierte er sich im Fach Chirurgie mit einer Arbeit zum Thema „Untersuchungen zur Auswirkung des Pfort-aderhochdrucks der Leberzirrhose und portocavaler Anastomosenoperationen auf den Kreislauf“.
Zum außerplanmäßigen Professor für Chirurgie und zum Abteilungsvorstand an der Chirurgischen Klinik der Universität Bonn ist er 1969 ernannt worden. Im gleichen Jahr wechselte Karl-Heinz Schriefers nach Koblenz, wo er zum Chefarzt der Chirurgischen Klinik am Städtischen Krankenhaus Kemperhof zu Koblenz berufen wurde, ein Amt, das er bis zu seiner Pensionierung 1991 innehatte. Während dieser Zeit war er mehr als zehn Jahre lang Ärztlicher Direktor dieses Krankenhauses.
Schriefers war von 1986 bis 1994 Mitglied des Präsidiums der Deutschen Gesellschaft für Chirurgie (Präsident 1987/88). Von 1973 bis 1995 war er Vorsitzender des Landesverbandes Rheinland-Pfalz im Verband der leitenden Krankenhausärzte Deutschlands, von 1976 bis 1991 Mitglied des Vorstandes der Landesärztekammer Rheinland-Pfalz in Mainz.

## Auszeichnungen
- Paracelsus-Medaille 1996